# Маунтин Вју Ејкерс (Калифорнија)
Маунтин Вју Ејкерс (енгл. Mountain View Acres) насељено је место без административног статуса у америчкој савезној држави Калифорнија.

## Демографија
По попису из 2010. године број становника је 3.130, што је 609 (24,2%) становника више него 2000. године.
| Група             | 2000.         | 2010.         |
| Белци             | 1.249 (49,5%) | 1.084 (34,6%) |
| Афроамериканци    | 254 (10,1%)   | 215 (6,9%)    |
| Азијати           | 56 (2,2%)     | 98 (3,1%)     |
| Хиспаноамериканци | 868 (34,4%)   | 1.647 (52,6%) |
| Укупно            | 2.521         | 3.130         |